# Mistrzostwa Europy w Lekkoatletyce 1950 – skok w dal mężczyzn
Skok w dal mężczyzn był jedną z konkurencji rozgrywanych podczas IV Mistrzostw Europy w Brukseli. Kwalifikacje zostały rozegrane 25 sierpnia, a finał 26 sierpnia 1950. Zwycięzcą został Islandczyk Torfi Bryngeirsson. W rywalizacji wzięło udział siedemnastu zawodników z dwunastu reprezentacji.

## Rekordy
| Rekord świata     | Jesse Owens (USA)     | 8,13 | Ann Arbor, Stany Zjednoczone | 25.05.1935 |
| Rekord Europy     | Luz Long (GER)        | 7,90 | Berlin, Niemcy               | 01.08.1937 |
| Rekord mistrzostw | Wilhelm Leichum (GER) | 7,65 | Paryż, Francja               | 03.09.1938 |

## Wyniki

### Kwalifikacje
| Miejsce | Zawodnik           | Wynik | Uwagi |
| ------- | ------------------ | ----- | ----- |
| 1       | Álvaro Cachulo     | 7,32  | Q     |
| 2       | Paul Faucher       | 7,22  | Q     |
| 3       | Torfi Bryngeirsson | 7,20  | Q     |
| 4       | Gerard Wessels     | 7,17  | Q     |
| 5       | Jaroslav Fikejz    | 7,10  | Q     |
| 6       | Fred Hammer        | 7,02  | Q     |
| 7       | Rune Nilsen        | 7,00  | Q     |
| 8       | Harry Whittle      | 7,00  | Q     |
| 9       | Boris Brnad        | 6,96  | Q     |
| 10      | Walter Lombardi    | 6,95  |       |
| 11      | Pierre Knepper     | 6,92  |       |
| 12      | Felix Würth        | 6,86  |       |
| 13      | Luís García        | 6,78  |       |
| 14      | René Valmy         | 6,72  |       |
| 15      | Harry Askew        | 6,69  |       |
| 16      | René Libert        | 6,47  |       |
| 17      | Raymond Driesen    | 6,20  |       |

### Finał
| Miejsce | Zawodnik           | Wynik |
| ------- | ------------------ | ----- |
| 1       | Torfi Bryngeirsson | 7,32  |
| 2       | Gerard Wessels     | 7,22  |
| 3       | Jaroslav Fikejz    | 7,20  |
| 4       | Álvaro Cachulo     | 7,00  |
| 5       | Rune Nilsen        | 6,96  |
| 6       | Fred Hammer        | 6,92  |
| 7       | Paul Faucher       | 6,81  |
| 8       | Boris Brnad        | 6,52  |
| –       | Harry Whittle      | DNS   |